# Mohamed El Amine Hammouche
Mohamed El Amine Hammouche (en arabe : محمد الأمين حموش) est un footballeur algérien né le 21 avril 1995 à Sétif. Il évolue au poste de défenseur central à l'US Souf.

## Biographie
Mohamed El Amine Hammouche évolue en première division algérienne avec les clubs du DRB Tadjenanet et du CA Bordj Bou Arreridj. Il dispute 45 matchs en inscrivant un seul but en Ligue 1.